# 1ª Divisão 1970 (hockey su pista)
La 1ª Divisão 1970 è stata la 30ª edizione del torneo di primo livello del campionato portoghese di hockey su pista. La manifestazione fu disputata tra il 12 giugno e il 21 novembre 1970. Il titolo è stato conquistato dal Benfica per la decima volta nella sua storia.

## Stagione

### Formula
La 1ª Divisão 1970 vide i club partecipanti divisi in gironi regionali; ogni girone fu organizzato con un girone all'italiana, con gare di andata e ritorno. Erano assegnati tre punti per l'incontro vinto e due punti a testa per l'incontro pareggiato, mentre ne era attribuito uno solo per la sconfitta. Al termine delle eliminatorie le migliori quattro squadre si qualificarono alla fase finale; la vincitrice venne proclamata campione del Portogallo.

## Campeonato metropolitano

### Zona Norte

#### Regional do Aveiro
|  | Pos. | Squadra                   | Pt | G | V | N | P | GF | GS | DR  |
|  | ---- | ------------------------- | -- | - | - | - | - | -- | -- | --- |
|  | 1.   | Termas                    | 18 | 6 | 6 | 0 | 0 | 72 | 26 | +46 |
|  | 2.   | Sport Clube Beira-Mar     | 12 | 6 | 3 | 0 | 3 | 45 | 34 | +11 |
|  | 3.   | Académica de Coimbra      | 12 | 6 | 3 | 0 | 3 | 36 | 46 | -10 |
|  | 4.   | Sport Clube Conimbricense | 6  | 6 | 0 | 0 | 6 | 28 | 75 | -47 |

Legenda:
  Qualificato alla fase finale del campeonato metropolitano.
Note:
Tre punti a vittoria, due a pareggio, uno a sconfitta.

#### Regional do Porto
|  | Pos. | Squadra           | Pt | G  | V  | N | P  | GF  | GS  | DR  |
|  | ---- | ----------------- | -- | -- | -- | - | -- | --- | --- | --- |
|  | 1.   | Valongo           | 48 | 18 | 13 | 4 | 1  | 101 | 49  | +52 |
|  | 2.   | Porto             | 47 | 18 | 14 | 1 | 3  | 120 | 43  | +77 |
|  | 3.   | Académica         | 43 | 18 | 11 | 3 | 4  | 74  | 41  | +33 |
|  | 4.   | Infante de Sagres | 42 | 18 | 10 | 2 | 5  | 102 | 60  | +42 |
|  | 5.   | Fanzeres          | 39 | 18 | 8  | 5 | 5  | 101 | 74  | +27 |
|  | 6.   | Carvalhos         | 34 | 18 | 7  | 2 | 9  | 72  | 72  | 0   |
|  | 7.   | Espinho           | 33 | 18 | 6  | 3 | 9  | 51  | 66  | -15 |
|  | 8.   | Estrela           | 28 | 18 | 5  | 0 | 13 | 55  | 148 | -93 |
|  | 9.   | Sanjoanense       | 26 | 18 | 4  | 0 | 14 | 37  | 125 | -88 |
|  | 10.  | Leixoes           | 22 | 18 | 2  | 0 | 16 | 44  | 104 | 60  |

Legenda:
  Qualificato alla fase finale del campeonato metropolitano.
      Retrocesse in 2ª Divisão 1971.
Note:
Tre punti a vittoria, due a pareggio, uno a sconfitta.

### Zona Sul

#### Regional do Leiria
|  | Pos. | Squadra     | Pt | G | V | N | P | GF | GS | DR |
|  | ---- | ----------- | -- | - | - | - | - | -- | -- | -- |
|  | 1.   | Marinhense  | ?  |   |   |   |   |    |    |    |
|  | 2.   | Turquel     | ?  |   |   |   |   |    |    |    |
|  | 3.   | Figueirense | ?  |   |   |   |   |    |    |    |

Legenda:
  Qualificato ai play-off.
Note:
Tre punti a vittoria, due a pareggio, uno a sconfitta.

#### Regional do Lisbona
|  | Pos. | Squadra             | Pt | G  | V  | N | P  | GF  | GS  | DR  |
|  | ---- | ------------------- | -- | -- | -- | - | -- | --- | --- | --- |
|  | 1.   | Benfica             | 61 | 22 | 19 | 1 | 2  | 120 | 40  | +80 |
|  | 2.   | Paço de Arcos       | 58 | 22 | 18 | 0 | 4  | 97  | 56  | +41 |
|  | 3.   | CUF Barreiro        | 53 | 22 | 14 | 3 | 5  | 93  | 58  | +35 |
|  | 4.   | Sporting CP         | 47 | 22 | 12 | 1 | 9  | 101 | 77  | +24 |
|  | 5.   | Cascais             | 47 | 22 | 12 | 2 | 8  | 104 | 84  | +20 |
|  | 6.   | Campo de Ourique    | 44 | 22 | 10 | 2 | 10 | 66  | 76  | -10 |
|  | 7.   | Oeiras              | 44 | 22 | 10 | 2 | 10 | 85  | 79  | +6  |
|  | 8.   | Juventude Salesiana | 42 | 22 | 8  | 4 | 10 | 72  | 90  | -18 |
|  | 9.   | CF Benfica          | 37 | 22 | 6  | 4 | 12 | 68  | 115 | -47 |
|  | 10.  | Parede              | 34 | 22 | 5  | 2 | 15 | 62  | 103 | -41 |
|  | 11.  | Estremoz            | 33 | 22 | 4  | 3 | 15 | 99  | 119 | 20  |
|  | 12.  | Sintra              | 25 | 22 | 1  | 2 | 19 | 60  | 130 | -70 |

Legenda:
  Qualificato alla fase finale del campeonato metropolitano.
      Retrocesse in 2ª Divisão 1971.
Note:
Tre punti a vittoria, due a pareggio, uno a sconfitta.

#### Regional do Santerem
|  | Pos. | Squadra        | Pt | G | V | N | P | GF | GS | DR |
|  | ---- | -------------- | -- | - | - | - | - | -- | -- | -- |
|  | 1.   | Rossiense      | ?  |   |   |   |   |    |    |    |
|  | 2.   | Sporting Tomar | ?  |   |   |   |   |    |    |    |
|  | 3.   | Torres Novas   | ?  |   |   |   |   |    |    |    |

Legenda:
  Qualificato ai play-off.
Note:
Tre punti a vittoria, due a pareggio, uno a sconfitta.

#### Play-off zona sul
|  | Pos. | Squadra        | Pt | G | V | N | P | GF | GS | DR |
|  | ---- | -------------- | -- | - | - | - | - | -- | -- | -- |
|  | 1.   | Marinhense     | ?  |   |   |   |   |    |    |    |
|  | 2.   | Rossiense      | ?  |   |   |   |   |    |    |    |
|  | 3.   | Sporting Tomar | ?  |   |   |   |   |    |    |    |
|  | 4.   | Torres Novas   | ?  |   |   |   |   |    |    |    |

Legenda:
  Qualificato alla fase finale del campeonato metropolitano.
Note:
Tre punti a vittoria, due a pareggio, uno a sconfitta.

### Fase finale campeonato metropolitano

#### Zona Norte
|  | Pos. | Squadra   | Pt | G | V | N | P | GF | GS | DR  |
|  | ---- | --------- | -- | - | - | - | - | -- | -- | --- |
|  | 1.   | Valongo   | 17 | 6 | 5 | 1 | 0 | 36 | 12 | +24 |
|  | 2.   | Porto     | 13 | 6 | 3 | 1 | 2 | 26 | 16 | +10 |
|  | 3.   | Académica | 12 | 6 | 3 | 0 | 3 | 33 | 20 | +13 |
|  | 4.   | Termas    | 6  | 6 | 0 | 0 | 6 | 11 | 58 | -47 |

Legenda:
  Qualificato al girone finale del campeonato metropolitano.
Note:
Due punti a vittoria, uno a pareggio, zero a sconfitta.

#### Zona Sul
|  | Pos. | Squadra       | Pt | G | V | N | P | GF | GS | DR  |
|  | ---- | ------------- | -- | - | - | - | - | -- | -- | --- |
|  | 1.   | Benfica       | 16 | 6 | 5 | 0 | 1 | 50 | 18 | +32 |
|  | 2.   | Paço de Arcos | 14 | 6 | 4 | 0 | 2 | 35 | 16 | +19 |
|  | 3.   | CUF Barreiro  | 12 | 6 | 3 | 0 | 3 | 23 | 20 | +3  |
|  | 4.   | Marinhense    | 6  | 6 | 0 | 0 | 6 | 9  | 63 | -54 |

Legenda:
  Qualificato al girone finale del campeonato metropolitano.
Note:
Due punti a vittoria, uno a pareggio, zero a sconfitta.

#### Girone finale
|  | Pos. | Squadra       | Pt | G | V | N | P | GF | GS | DR  |
|  | ---- | ------------- | -- | - | - | - | - | -- | -- | --- |
|  | 1.   | Benfica       | 11 | 6 | 5 | 1 | 0 | 31 | 17 | +24 |
|  | 2.   | Porto         | 7  | 6 | 3 | 1 | 2 | 26 | 14 | +12 |
|  | 3.   | Valongo       | 4  | 6 | 2 | 0 | 4 | 14 | 27 | -13 |
|  | 4.   | Paço de Arcos | 2  | 6 | 1 | 0 | 5 | 17 | 30 | -13 |

Legenda:
      Vince il campeonato metropolitano e ammessa alla fase finale.
Note:
Tre punti a vittoria, due a pareggio, uno a sconfitta.

## Fase finale
|  | Pos. | Squadra                | Pt | G | V | N | P | GF | GS | DR  |
|  | ---- | ---------------------- | -- | - | - | - | - | -- | -- | --- |
|  | 1.   | Benfica                | 16 | 6 | 5 | 0 | 1 | 30 | 8  | +22 |
|  | 2.   | Porto                  | 15 | 6 | 4 | 1 | 1 | 23 | 16 | +7  |
|  | 4.   | Académica Moçambique   | 11 | 6 | 2 | 1 | 3 | 17 | 12 | +5  |
|  | 3.   | Sport Luanda e Benfica | 6  | 6 | 0 | 0 | 6 | 6  | 40 | -34 |

Legenda:
      Campione del Portogallo e ammessa alla Coppa dei Campioni 1970-1971.
Note:
Due punti a vittoria, uno a pareggio, zero a sconfitta.